# Демоцид
Демоцид је појам (грч. demos - народ + лат. occidere - убити) који означава појединачно или масовно убијање грађана једне или више држава од стране вршиоца власти, без обзира да ли се ради о легалној и легитимној власти или самопрокламованој власти.
Овај појам обухвата све врсте геноцида, политицида и других облика масовног убијања људи, а установио га је Рудолф Ј. Рамел у намери да прошири појам геноцид.